# ATI Rage

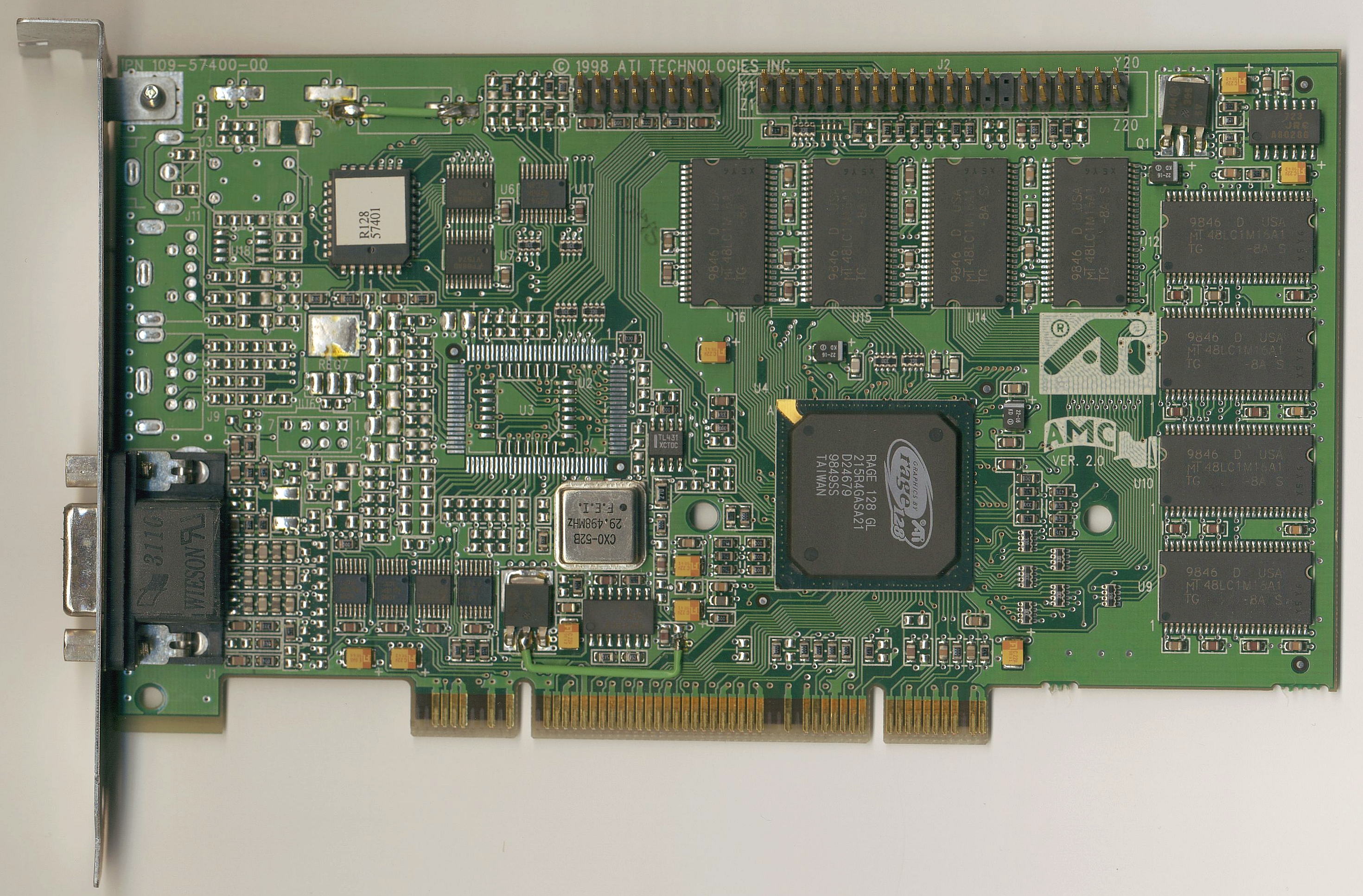
RAGE 128 GL搭載ビデオカード

RAGE（レイジ）は、ATI Technologies（現AMDのグラフィックスアクセラレータ開発部門）が開発したビデオチップ（グラフィックスアクセラレータ）、またはそれを搭載したビデオカード、およびそれらの製品シリーズ名である。

## 歴史
ATIは、高い評価を得ていた2D用のチップ、Machシリーズに3Dアクセラレーション機能などを追加したビデオチップを開発、3D RAGEとして発表した。当時はマイクロソフトがWindows 95を発売してコンピュータが普及し始めた時期にあたり、RAGEシリーズは多くのメーカーのコンピュータに搭載された。ATIは、性能を向上しDirectX5に対応した3D RAGE II、AGPに対応した3D RAGE Proを開発、PC/AT互換機以外にもApple ComputerのPower Macintoshなどに搭載されている。ATIは、グラフィックスチップの性能向上よりは、ドライバの安定性やTV出力への対応など機能面に注力しており、RAGEシリーズは3dfx（後にNVIDIAに買収される）のVoodooシリーズやNVIDIAのRIVA 128にやや劣る程度の性能であった。RAGEシリーズではDVDの再生支援機能が他社が動き補償(MC)までだったのに対して逆離散コサイン変換までサポートしているものも存在した。
1998年に128ビットのグラフィックスエンジンをもつRAGE 128を発表した。しかしRAGE 128は他社製品との競争で苦戦し、RAGE 128チップを2ヶ搭載したRAGE FURY MAXXを投入するなどしたが、性能的不利を補うことは出来なかった。

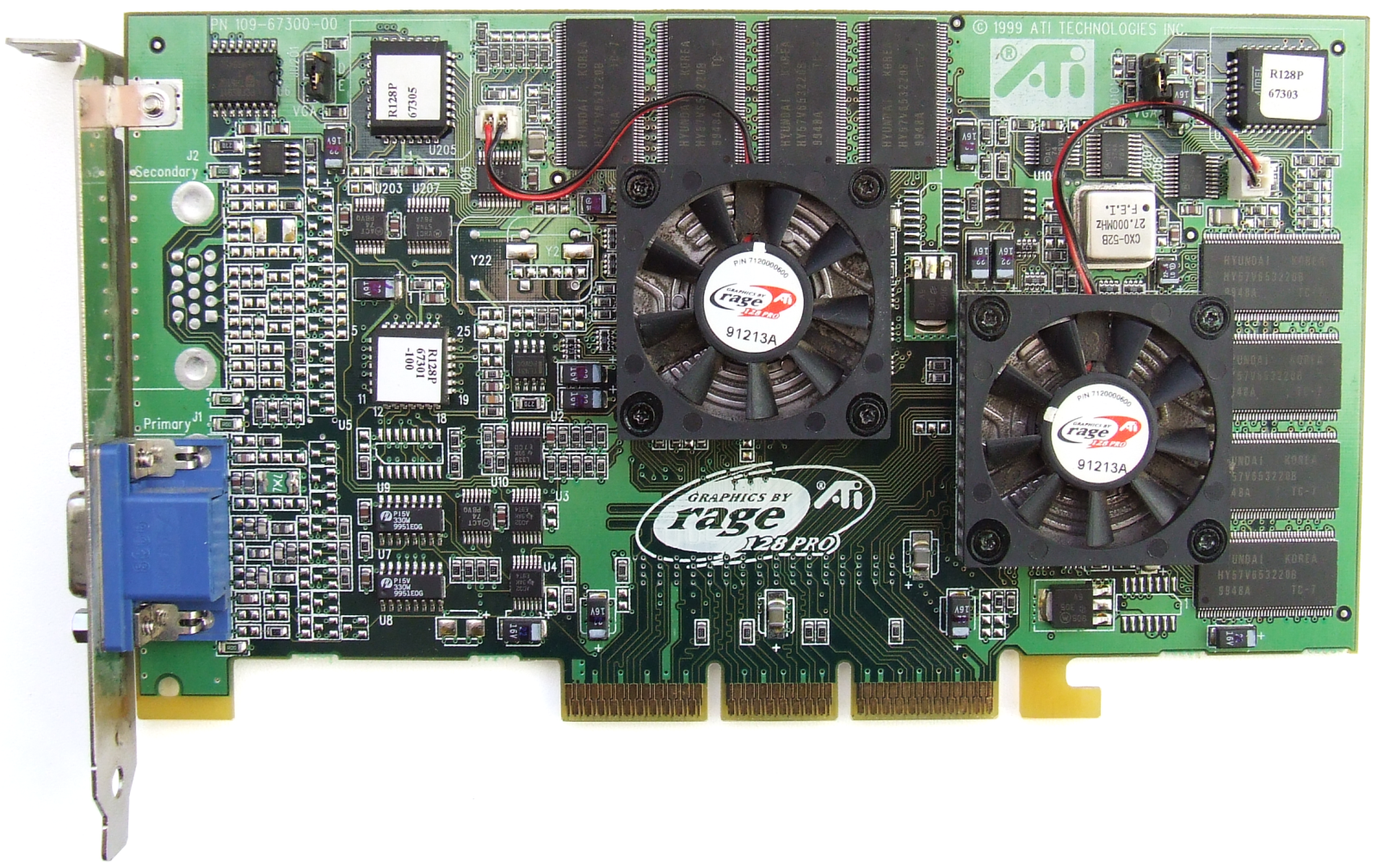
RAGE FURY MAXX

2000年にATIは、RADEONをRAGEの後継ブランドとして発表、RAGEシリーズの開発は終了した。
その後はチップの安定性が買われ、サーバのオンボードグラフィックスや、サン・マイクロシステムズのUNIXワークステーションの2D専用フレームバッファなどとして採用され、製品としてはしばらくの間供給され続けた。

## 3D RAGE
- 3D RAGE
  - ビデオメモリ DRAM 1/2MB

## 3D RAGE II
- 3D RAGE II
- 3D RAGE II+
- 3D RAGE II+DVD
- 3D RAGE IIC
  - 製造プロセス 0.35μm

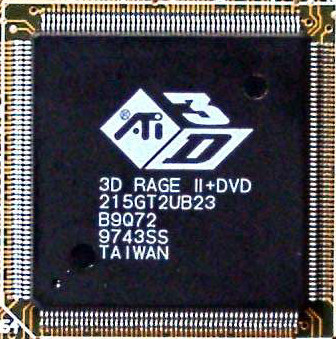
3D RAGE II +DVD

  - インターフェイス AGP(IIC)またはPCI
  - ビデオメモリ EDO-DRAM/SGRAM (1/2/4/8MB)
  - DirectX5をサポート

## 3D RAGE Pro
- 3D RAGE Pro
- 3D RAGE Pro Turbo
  - 製造プロセス 0.35μm

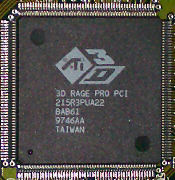
3D RAGE Pro

  - インターフェイス AGPx2またはPCI
  - ビデオメモリ EDO-DRAM/SDRAM/SGRAM (4/8/16MB)
  - DirectX6をサポート

## RAGE LT

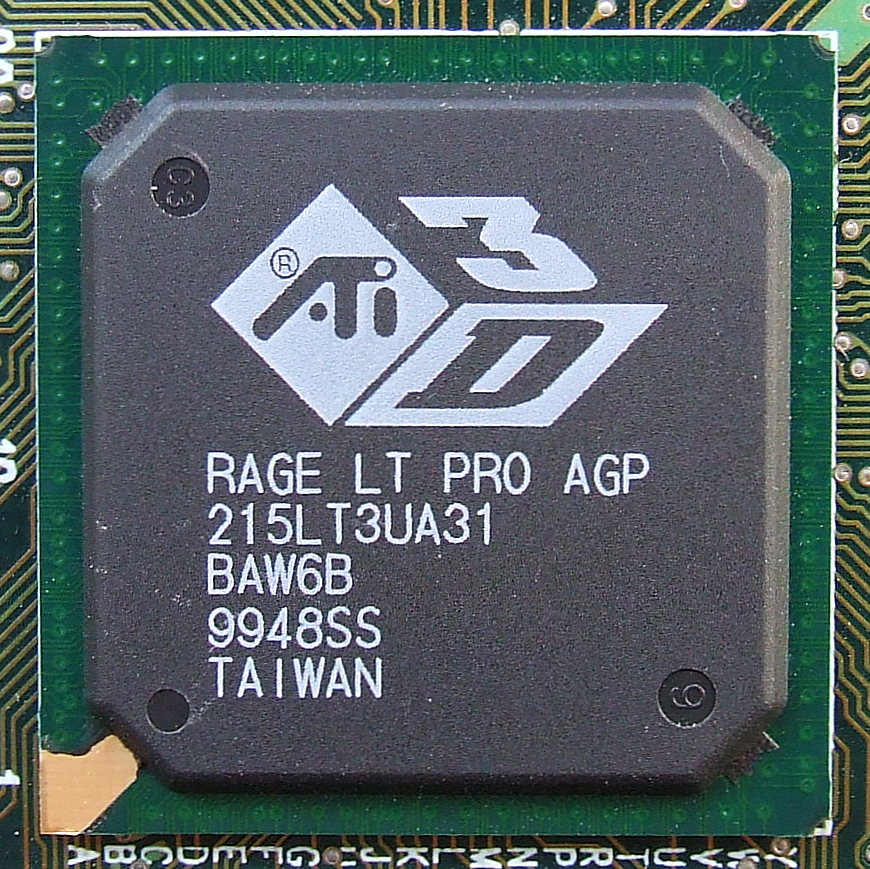
RAGE LT Pro

3D RAGE IIまたは3D RAGE Proを元にしたオンボード実装用のチップ
- RAGE LT (3D RAGE II ベース)
- RAGE LT Pro (3D RAGE Proベース)
  - 製造プロセス 0.35μm
  - インターフェイス AGPx2またはPCI
  - ビデオメモリ EDO-DRAM/SGRAM (1/2/4/8MB)

## RAGE XL

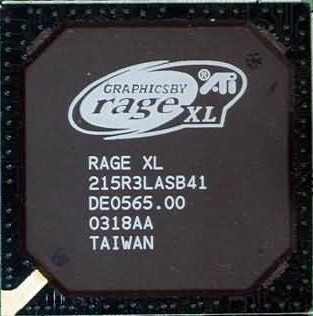
RAGE XL

3D RAGE Proを元にした低価格版のチップ
- RAGE XL
- RAGE XC
  - 製造プロセス 0.25μm
  - パッケージ 208ピンPQFP(XL) 256ピンBGA(XC)
  - メモリインターフェイス 128ビットまたは32ビット
  - インターフェイス AGPx2またはPCI
  - ビデオメモリ SDRAM/SGRAM (4/8MB)

## RAGE 128
- RAGE 128 GL
- RAGE 128 VR
- RAGE 128 Pro
  - 製造プロセス 0.25μm
  - トランジスタ数 800万

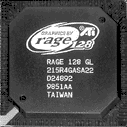
RAGE 128 GL

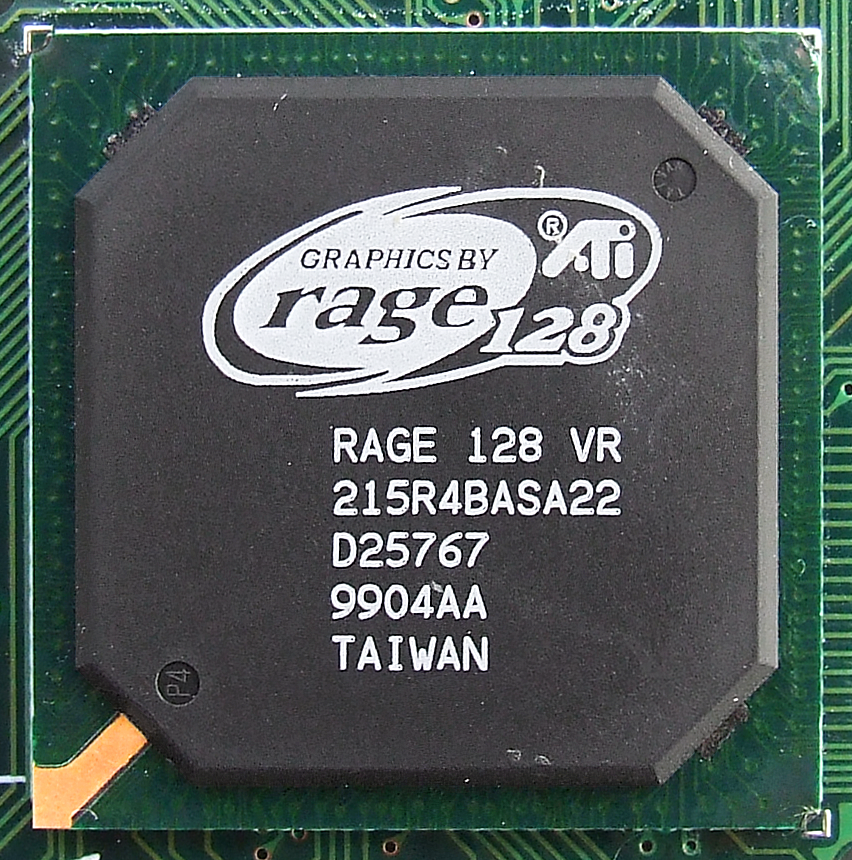
RAGE 128 VR

  - パッケージ 312ピンBGA(GL) 256ピンBGA(VR)
  - RAMDAC 230MHzまたは250MHz
  - メモリインターフェイス 128ビット(GL) 64ビット(VR)
  - インターフェイス AGPx2またはPCI
  - ビデオメモリ SDRAM/DDR-SGRAM(VRのみ) (4/8/16/32MB)
  - RAGE 128 Proは2つのチップを搭載した場合64MB(各チップ32MB)のメモリを搭載可能
  - DirectX6をサポート
  - 高クロック版であるRAGE 128 UltraがiMacに搭載されるなど一部に出荷された
  - MAXXの2チップ並列動作はフルスクリーンモードのみ対応。
  - 元々はTseng Labsにおいて開発中のET6300であったが、同社を買収したATIよりRAGE128として発売された

## RAGE Mobility

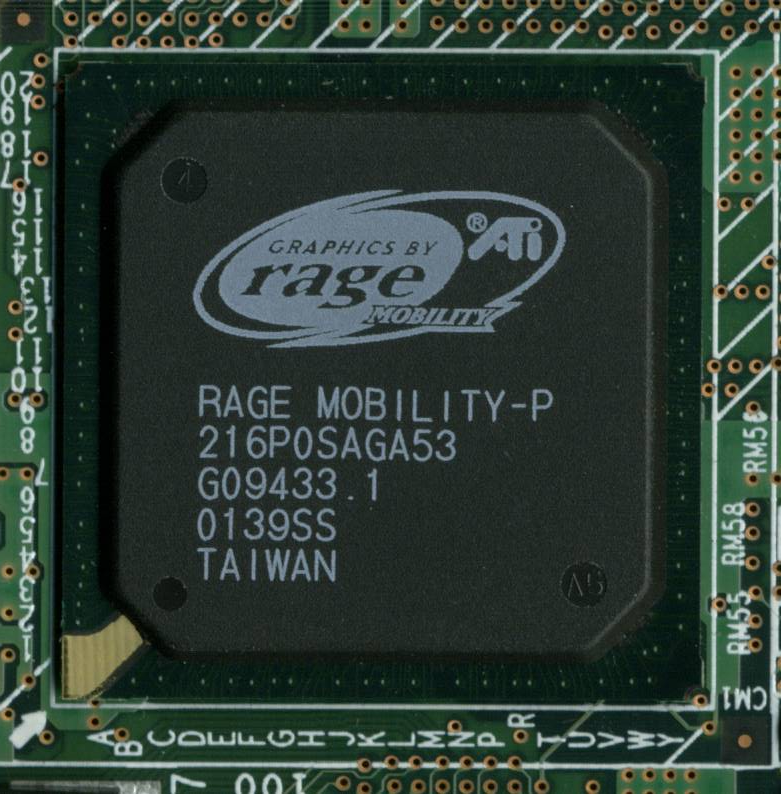
RAGE Mobility-P

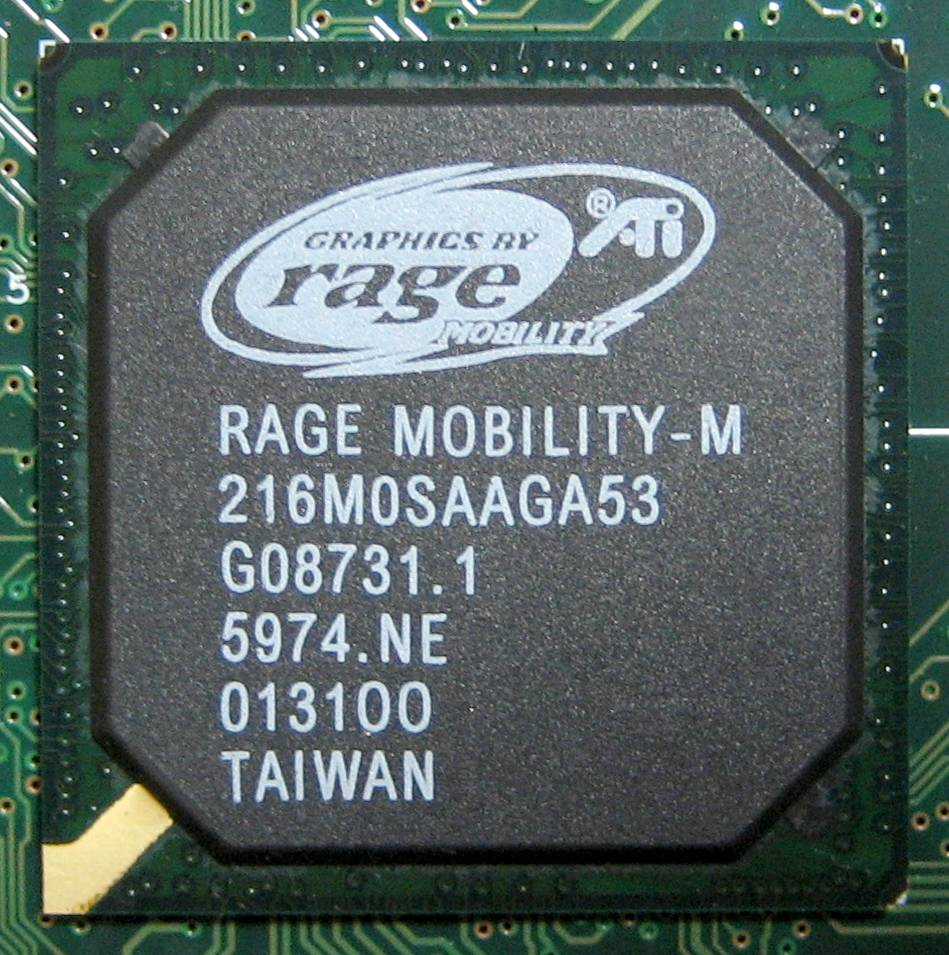
RAGE Mobility-M

3D RAGE IIまたはRAGE 128を元にして消費電力を抑えたノートパソコン専用のチップ
- RAGE Mobility-P (3D RAGE II ベース)
- RAGE Mobility-M (3D RAGE II ベース)
- RAGE Mobility-EC (3D RAGE II ベース)
- RAGE Mobility-M1 (3D RAGE II ベース)
  - 製造プロセス 0.35μm
  - インターフェイス AGPまたはPCI
  - ビデオメモリ SDRAM (4/8MB)
  - DirectX5をサポート
- RAGE Mobility 128 (RAGE 128ベース)
  - 製造プロセス 0.25μm
  - パッケージ 345ピンBGA
  - インターフェイス AGPx2またはPCI
  - ビデオメモリ SDRAM (16MB)
  - DirectX6をサポート